# Nazariusz (Kiriłłow)
Nazariusz, imię świeckie Nikołaj Kiriłłow (ur. 1851 w Nowoczerkasku, zm. 2 lipca 1928) – rosyjski biskup prawosławny.

## Życiorys
Był synem kapłana prawosławnego. W 1873 ukończył Dońskie Seminarium Duchowne i w 1874, jako mężczyzna żonaty, został wyświęcony na kapłana. Służył w cerkwi św. Mikołaja w stanicy Bogajewskiej. Po śmierci żony, która nastąpiła w krótkim czasie po ślubie, podjął studia w Kijowskiej Akademii Duchownej, którą ukończył w 1880 z tytułem kandydata nauk teologicznych. Po ukończeniu studiów podjął pracę nauczyciela łaciny w szkole duchownej w Jekaterinodarze. W ciągu kolejnych dziesięciu lat pracował w podobnym charakterze w różnych szkołach w eparchii dońskiej. W 1892 złożył wieczyste śluby mnisze, przyjmując imię Nazariusz. Został wówczas rektorem seminarium duchownego w Stawropolu i otrzymał godność archimandryty. W 1893 otrzymał nominację na biskupa kiriłłowskiego, wikariusza eparchii nowogrodzkiej.
Chirotonia biskupia archimandryty Nazariusza odbyła się 24 października 1893 w Ławrze św. Aleksandra Newskiego w Petersburgu, w charakterze głównego konsekratora wystąpił metropolita petersburski Palladiusz (Rajew-Pisariew). Już w listopadzie 1893 biskup Nazariusz został przeniesiony do eparchii petersburskiej jako jej wikariusz, z tytułem biskupa gdowskiego. 21 października 1897 objął zarząd eparchii ołonieckiej i pietrozawodzkiej, zaś w 1901 został biskupem niżnonowogrodzkim i arzamaskim. W okresie zarządzania eparchią niżnonowogrodzką wzniósł szereg nowych świątyń oraz zorganizował remonty kolejnych. W 1909 otrzymał godność arcybiskupa.
W 1909 duchowny udał się na miesięczny urlop, w czasie którego zwrócił się do Świątobliwego Synodu Rządzącego z prośbą o przeniesienie do innej eparchii. Prośbę tę uzasadniał złym wpływem klimatu Niżnego Nowogrodu na jego zdrowie. Sugerował przeniesienie swojej osoby do eparchii pskowskiej. Zamiast niej zaproponowano mu jednak katedrę ryską, jednak duchowny stwierdził, iż nie posiada cech niezbędnych dla skutecznego zarządzania eparchią, w której prawosławni Rosjanie pozostawali w mniejszości. W 1910 został zatem skierowany do eparchii połtawskiej i perejasławskiej. Zarządzał nią do 1913, gdy przeniesiono go do eparchii chersońskiej i odeskiej. Wspierał ruch moskalofilski w Galicji; był honorowym członkiem wołyńskiego oddziału Galicyjsko-Russkiego Towarzystwa Dobroczynnego.
W 1917, w czasie Soboru Lokalnego Rosyjskiego Kościoła Prawosławnego, poprosił o przeniesienie w stan spoczynku. Został wówczas skierowany do monastyru Dońskiego w Moskwie jako jego przełożony.
W 1919 patriarcha moskiewski i całej Rusi Tichon powierzył mu zarząd eparchii kurskiej i obojańskiej, zaś w 1920 nadał mu godność metropolity. W 1923 na własną prośbę odszedł w stan spoczynku, na krótko wrócił do czynnej działalności biskupiej, po czym ponownie odszedł z urzędu z powodu złego stanu zdrowia.
W 1925 metropolita Nazariusz odmówił zaangażowania się w ruch Żywej Cerkwi, po czym w tym samym roku został po raz trzeci wyznaczony na zwierzchnika eparchii kurskiej. Do końca życia pozostawał lojalny wobec locum tenens Patriarchatu Moskiewskiego, metropolity Sergiusza (Stragorodskiego), i jego deklaracji lojalności wobec władz ZSRR, chociaż stanowisko przeciwne przyjęli jego najbliższy współpracownicy. Zmarł w 1928, miejsce jego pochówku nie jest znane.